# Ligue 1 de 2017–18
A Ligue 1 de 2017–18 foi a 80ª edição do Campeonato Francês de Futebol. A edição da temporada 2017–18 começou no dia 4 de agosto de 2017. Tendo como o Monaco atual campeão.

## Promovidos e Rebaixados
| Pos. | Rebaixados da Ligue 1 |
| ---- | --------------------- |
| 18º  | Lorient               |
| 19º  | Nancy                 |
| 20º  | Bastia                |

| Pos. | Promovidos da Ligue 2 |
| ---- | --------------------- |
| 1º   | Strasbourg            |
| 2º   | Amiens                |
| 3°   | Troyes                |

## Regulamento
A Ligue 1 é disputada por 20 clubes em 2 turnos. Em cada turno, todos os times jogam entre si uma única vez. Os jogos do segundo turno serão realizados na mesma ordem do primeiro, apenas com o mando de campo invertido. Não há campeões por turnos, sendo declarado campeão o time que obtiver o maior número de pontos após as 38 rodadas e rebaixados os três com menor número de pontos. O campeonato produz três vagas à Liga dos Campeões da UEFA e uma à Liga Europa da UEFA.

### Critérios de desempate
Caso haja empate de pontos entre dois clubes, os critérios de desempate serão aplicados na seguinte ordem:
1. Saldo de gols
2. Gols marcados
3. Confronto direto

## Participantes

### Número de equipes por região
| Posição | Região                    | Nº de equipes | Equipes                       |
| ------- | ------------------------- | ------------- | ----------------------------- |
| 1       | Grand Est                 | 3             | Metz, Strasbourg e Troyes     |
| 2       | Ródano-Alpes              | 2             | Lyon e Saint-Étienne          |
| 2       | Bretanha                  | 2             | Guingamp e Rennes             |
| 2       | Altos da França           | 2             | Amiens e Lille                |
| 2       | Occitânia                 | 2             | Montpellier e Toulouse        |
| 2       | País do Loire             | 2             | Angers e Nantes               |
| 2       | Provença-Alpes-Costa Azul | 2             | Olympique de Marseille e Nice |
| 8       | Borgonha-Franco-Condado   | 1             | Dijon                         |
| 8       | Ilha de França            | 1             | Paris Saint-Germain           |
| 8       | Mónaco                    | 1             | Monaco                        |
| 8       | Normandia                 | 1             | Caen                          |
| 8       | Nova-Aquitânia            | 1             | Bordeaux                      |

### Informação dos clubes
| Equipe                 | Cidade           | Treinador             | Estádio (mando)               | Capacidade | Material Esportivo |
| ---------------------- | ---------------- | --------------------- | ----------------------------- | ---------- | ------------------ |
| Amiens                 | Amiens           | Christophe Pélissier  | Stade de la Licorne           | 12.097     | Adidas             |
| Angers                 | Angers           | Stéphane Moulin       | Stade Raymond Kopa            | 17.835     | Kappa              |
| Bordeaux               | Bordéus          | Jocelyn Gourvennec    | Matmut Atlantique             | 42.115     | Puma               |
| Caen                   | Caen             | Patrice Garande       | Stade Michel d'Ornano         | 20.453     | Umbro              |
| Dijon                  | Dijon            | Olivier Dall'Oglio    | Stade Gaston-Gérard           | 16.098     | Lotto              |
| Guingamp               | Guingamp         | Antoine Kombouaré     | Stade du Roudourou            | 18.126     | Patrick            |
| Lille                  | Lille            | Marcelo Bielsa        | Stade Pierre-Mauroy           | 50.186     | New Balance        |
| Lyon                   | Décines-Charpieu | Bruno Génésio         | Parc Olympique Lyonnais       | 59.186     | Adidas             |
| Metz                   | Metz             | Philippe Hinschberger | Stade Saint-Symphorien        | 25.636     | Nike               |
| Monaco                 | Monaco           | Leonardo Jardim       | Stade Louis II                | 18.523     | Nike               |
| Montpellier            | Montpellier      | Michel Der Zakarian   | Stade de la Mosson            | 32.939     | Nike               |
| Nantes                 | Nantes           | Claudio Ranieri       | Stade de la Beaujoire         | 38.285     | Umbro              |
| Nice                   | Nice             | Lucien Favre          | Allianz Riviera               | 35.624     | Macron             |
| Olympique de Marseille | Marselha         | Rudi García           | Stade Vélodrome               | 67.394     | Adidas             |
| Paris Saint-Germain    | Paris            | Unai Emery            | Parc des Princes              | 48.712     | Nike               |
| Rennes                 | Rennes           | Christian Gourcuff    | Roazhon Park                  | 29.376     | Puma               |
| Saint-Étienne          | Saint-Étienne    | Óscar García          | Stade Geoffroy-Guichard       | 42.000     | Le Coq Sportif     |
| Strasbourg             | Estrasburgo      | Thierry Laurey        | Stade de la Meinau            | 29.230     | Hummel             |
| Toulouse               | Toulouse         | Pascal Dupraz         | Stadium Municipal de Toulouse | 35.470     | Joma               |
| Troyes                 | Troyes           | Jean-Louis Garcia     | Stade de l'Aube               | 21.684     | Kappa              |

## Classificação
Atualizado em 23 de maio de 2018
| Pos | Equipes                | Pts | J  | V  | E  | D  | GM  | GS | SG  | Classificação ou rebaixamento                              |
| --- | ---------------------- | --- | -- | -- | -- | -- | --- | -- | --- | ---------------------------------------------------------- |
| 1   | Paris Saint-Germain    | 93  | 38 | 29 | 6  | 3  | 108 | 29 | +79 | Fase de grupos da Liga dos Campeões da UEFA de 2018–19     |
| 2   | Monaco                 | 80  | 38 | 24 | 8  | 6  | 85  | 45 | +40 | Fase de grupos da Liga dos Campeões da UEFA de 2018–19     |
| 3   | Lyon                   | 78  | 38 | 23 | 9  | 6  | 87  | 43 | +44 | Fase de grupos da Liga dos Campeões da UEFA de 2018–19     |
| 4   | Olympique de Marseille | 77  | 38 | 22 | 11 | 5  | 80  | 47 | +33 | Fase de grupos da Liga Europa da UEFA de 2018–19           |
| 5   | Rennes                 | 58  | 38 | 16 | 10 | 12 | 50  | 44 | +6  | Fase de grupos da Liga Europa da UEFA de 2018–19           |
| 6   | Bordeaux               | 55  | 38 | 16 | 7  | 15 | 53  | 48 | +5  | Segunda pré-eliminatória da Liga Europa da UEFA de 2018–19 |
| 7   | Saint-Étienne          | 55  | 38 | 15 | 10 | 13 | 47  | 50 | −3  |                                                            |
| 8   | Nice                   | 54  | 38 | 15 | 9  | 14 | 53  | 52 | +1  |                                                            |
| 9   | Nantes                 | 52  | 38 | 14 | 10 | 14 | 36  | 41 | −5  |                                                            |
| 10  | Montpellier            | 51  | 38 | 11 | 18 | 9  | 36  | 33 | +3  |                                                            |
| 11  | Dijon                  | 48  | 38 | 13 | 9  | 16 | 55  | 73 | −18 |                                                            |
| 12  | Guingamp               | 47  | 38 | 12 | 11 | 15 | 48  | 59 | −11 |                                                            |
| 13  | Amiens                 | 45  | 38 | 12 | 9  | 17 | 37  | 42 | −5  |                                                            |
| 14  | Angers                 | 41  | 38 | 9  | 14 | 15 | 42  | 52 | −10 |                                                            |
| 15  | Strasbourg             | 38  | 38 | 9  | 11 | 18 | 44  | 67 | −23 |                                                            |
| 16  | Caen                   | 38  | 38 | 10 | 8  | 20 | 27  | 52 | −25 |                                                            |
| 17  | Lille                  | 38  | 38 | 10 | 8  | 20 | 41  | 67 | −26 |                                                            |
| 18  | Toulouse               | 37  | 38 | 9  | 10 | 19 | 38  | 54 | −16 | Play-off para evitar o rebaixamento                        |
| 19  | Troyes                 | 33  | 38 | 9  | 6  | 23 | 32  | 59 | –27 | Zona de rebaixamento à Ligue 2 de 2018–19                  |
| 20  | Metz                   | 26  | 38 | 6  | 8  | 24 | 34  | 76 | –42 | Zona de rebaixamento à Ligue 2 de 2018–19                  |

## Confrontos
Atualizado em 27 de janeiro de 2017
|                     | AMI | ANG | BOR | CAE | DIJ | GUI | LIL | LYO | OM  | MET | ASM | MHS | NAN | NIC | PSG | REN | STE | RCS | TFC | TRO |
| ------------------- | --- | --- | --- | --- | --- | --- | --- | --- | --- | --- | --- | --- | --- | --- | --- | --- | --- | --- | --- | --- |
| Amiens              | —   | 0–2 | 1–0 | 2–1 |     |     |     | 1–2 | 0–2 |     |     |     |     | 3–0 |     |     |     |     |     |     |
| Angers              |     | —   | 2–2 |     |     |     | 1–1 | 3–3 |     | 0–1 |     | 1–1 |     |     | 0–5 | 1–2 |     |     | 0-1 |     |
| Bordeaux            | 2-0 | 0-0 | —   | 3–1 | 3-1 | 3-1 | 2-1 | 3-1 | 1-1 | 2–0 | 0–2 | 0-2 | 1-1 | 0-0 | 0-1 | 0-2 | 3–0 | 0–3 |     | 2–1 |
| Caen                | 1–0 | 0–2 | 1–0 | —   | 2–1 |     | 0–1 |     |     | 1–0 |     |     |     |     | 0–0 |     | 0–1 |     | 0-1 | 1–0 |
| Dijon               |     | 2–1 | 3–2 |     | —   |     |     |     |     | 1–1 | 1–4 | 2–1 | 1–0 |     | 1–2 | 2–1 | 0–1 | 1–1 | 3–1 |     |
| Guingamp            | 1–1 |     |     |     | 4–0 | —   | 1–0 |     |     |     |     | 0–0 |     |     | 0–3 | 2–0 |     | 2–0 | 1–1 |     |
| Lille               |     |     | 0–0 | 0–2 |     |     | —   |     | 0–1 |     | 0–4 |     | 3–0 |     | 0–3 |     |     |     |     | 2–2 |
| Lyon                | 3-0 | 1–1 | 3–3 | 1-0 | 3–3 | 2–1 | 1–2 | —   | 2-0 | 2–0 | 3–2 | 0-0 | 2-0 | 3–2 | 2-0 | 0-2 | 1-1 | 4–0 | 2-0 | 3-0 |
| Olymp. Marseille    | 2–1 | 1–1 | 1-0 | 5–0 | 3–0 | 1–0 | 5-1 | 2-3 | —   | 6–3 | 2-2 | 0-0 | 1-1 | 2-1 | 2–2 | 1–3 | 3-0 | 2-0 | 2–0 | 3-1 |
| Metz                | 0–2 |     | 0–4 |     | 1–2 | 1–3 | 0–3 |     | 0–3 | —   | 0–1 |     |     |     | 1–5 | 1–1 |     |     |     | 0–1 |
| Monaco              | 0-0 | 1-0 | 2-1 | 2–0 | 4-0 | 6–0 | 2-1 | 3-2 | 6–1 | 3-1 | —   | 1–1 | 2-1 | 2-2 | 1–2 |     |     | 3–0 | 3–2 | 3–2 |
| Montpellier         | 1–1 |     |     | 1–0 |     |     | 3–0 |     |     |     | 0–0 | —   | 0–1 |     | 0–0 | 0–1 |     | 1–1 |     |     |
| Nantes              |     |     |     | 1–0 |     | 2–1 |     | 0–0 | 0–1 | 1–0 | 1–0 |     | —   | 1–2 | 0–1 |     |     | 1–0 | 2–1 |     |
| Nice                | 1–0 | 2–2 |     |     | 1–0 | 2–0 |     | 0–5 | 2–4 |     | 4–0 |     |     | —   |     |     |     | 1–2 |     | 1–2 |
| Paris Saint-Germain | 2–0 | 2-1 | 6–2 | 3-1 | 8–0 | 2-2 | 3–1 | 2–0 | 3-0 | 5-0 | 7-1 | 4–0 | 4-1 | 3–0 | —   | 0-2 | 3–0 | 5-2 | 6–2 | 2–0 |
| Rennes              |     |     | 1–0 | 0–1 | 2–2 |     | 1–0 | 1–2 |     |     |     | 1–1 | 3–1 | 0–1 |     | —   | 0–3 |     |     |     |
| Saint-Étienne       | 3–0 | 1–1 |     |     |     |     | 5–0 | 0–5 |     | 3–1 |     | 0–1 |     | 1–0 |     | 2–2 | —   | 2–2 | 2–0 |     |
| Strasbourg          | 0–1 | 2–2 |     | 0–0 |     | 0–2 | 3–0 |     |     |     |     |     | 1–2 |     |     |     |     | —   |     |     |
| Toulouse            | 1–0 |     | 0–1 | 2–0 |     | 2–1 |     |     |     |     |     | 1–0 |     | 1–2 | 0–1 | 3–2 | 0–0 |     | —   |     |
| Troyes              |     | 3–0 | 0–1 |     |     |     |     | 0–5 |     |     | 0–3 | 0–1 | 0–1 |     |     | 1–1 | 2–1 | 3–0 | 0–0 | —   |

| Vitória do mandante; Vitória do visitante; Empate. | Em negrito os jogos "clássicos". |

## Play-off do rebaixamento
A barragem de rebaixamento ocorre ao longo de dois jogos e coloca o décimo oitavo na Ligue 1 para o vencedor do jogo 2 dos playoffs da Ligue 2 de 2017–18. O vencedor deste salto recebe um lugar para o campeonato da Ligue 1, enquanto o perdedor vai para a Ligue 2.
A primeira mão AC Ajaccio - Toulouse FC é jogada a portas fechadas e transferida para o Stade de la Mosson, em Montpellier, após os eventos do bloco 2 da liga entre Le Havre e Ajaccio.
Jogo de ida
| 23 de maio de 2018 | AC Ajaccio | 0-3 | Toulouse                                  | Stade de la Mosson, Montpellier  |
| 20:45 (UTC+2)      |            | []  | - Gradel 45+3' - Jullien 51' - Sanogo 65' | Público: 0 Árbitro: Ruddy Buquet |

Jogo de volta
| 27 de maio de 2018 | Toulouse     | 1-0 | Ajaccio | Stadium Municipal, Toulouse             |
| 21:00 (UTC+2)      | - Durmaz 88' | []  |         | Público: 16,519 Árbitro: Benoît Bastien |

## Desempenho
Clubes que lideraram o campeonato ao final de cada rodada:
| Rodadas | Rodadas | Rodadas | Rodadas | Rodadas | Rodadas | Rodadas | Rodadas | Rodadas | Rodadas | Rodadas | Rodadas | Rodadas | Rodadas | Rodadas | Rodadas | Rodadas | Rodadas | Rodadas | Rodadas | Rodadas | Rodadas | Rodadas | Rodadas | Rodadas | Rodadas | Rodadas | Rodadas | Rodadas | Rodadas | Rodadas | Rodadas | Rodadas | Rodadas | Rodadas | Rodadas | Rodadas | Rodadas |
| ------- | ------- | ------- | ------- | ------- | ------- | ------- | ------- | ------- | ------- | ------- | ------- | ------- | ------- | ------- | ------- | ------- | ------- | ------- | ------- | ------- | ------- | ------- | ------- | ------- | ------- | ------- | ------- | ------- | ------- | ------- | ------- | ------- | ------- | ------- | ------- | ------- | ------- |
| 1       | 2       | 3       | 4       | 5       | 6       | 7       | 8       | 9       | 10      | 11      | 12      | 13      | 14      | 15      | 16      | 17      | 18      | 19      | 20      | 21      | 22      | 23      | 24      | 25      | 26      | 27      | 28      | 29      | 30      | 31      | 32      | 33      | 34      | 35      | 36      | 37      | 38      |
| LYO     | LYO     | PSG     | PSG     | PSG     | PSG     | PSG     | PSG     | PSG     | PSG     | PSG     | PSG     | PSG     | PSG     | PSG     | PSG     | PSG     | PSG     | PSG     | PSG     | PSG     | PSG     | PSG     | PSG     | PSG     | PSG     | PSG     | PSG     | PSG     | PSG     | PSG     | PSG     | PSG     | PSG     | PSG     | PSG     | PSG     | PSG     |

Clubes que ficaram na última posição do campeonato ao final de cada rodada:
| Rodadas | Rodadas | Rodadas | Rodadas | Rodadas | Rodadas | Rodadas | Rodadas | Rodadas | Rodadas | Rodadas | Rodadas | Rodadas | Rodadas | Rodadas | Rodadas | Rodadas | Rodadas | Rodadas | Rodadas | Rodadas | Rodadas | Rodadas | Rodadas | Rodadas | Rodadas | Rodadas | Rodadas | Rodadas | Rodadas | Rodadas | Rodadas | Rodadas | Rodadas | Rodadas | Rodadas | Rodadas | Rodadas |
| ------- | ------- | ------- | ------- | ------- | ------- | ------- | ------- | ------- | ------- | ------- | ------- | ------- | ------- | ------- | ------- | ------- | ------- | ------- | ------- | ------- | ------- | ------- | ------- | ------- | ------- | ------- | ------- | ------- | ------- | ------- | ------- | ------- | ------- | ------- | ------- | ------- | ------- |
| 1       | 2       | 3       | 4       | 5       | 6       | 7       | 8       | 9       | 10      | 11      | 12      | 13      | 14      | 15      | 16      | 17      | 18      | 19      | 20      | 21      | 22      | 23      | 24      | 25      | 26      | 27      | 28      | 29      | 30      | 31      | 32      | 33      | 34      | 35      | 36      | 37      | 38      |
| RCS     | DIJ     | AMI     | MET     | MET     | MET     | MET     | MET     | MET     | MET     | MET     | MET     | MET     | MET     | MET     | MET     | MET     | MET     | MET     | MET     | MET     | MET     | MET     | MET     | MET     | MET     | MET     | MET     | MET     | MET     | MET     | MET     | MET     | MET     | MET     | MET     | MET     | MET     |

## Estatísticas
| Pos. | Jogador          | Equipe                 | Gols |
| ---- | ---------------- | ---------------------- | ---- |
| 1    | Edinson Cavani   | Paris Saint-Germain    | 28   |
| 2    | Florian Thauvin  | Olympique de Marseille | 22   |
| 3    | Memphis Depay    | Lyon                   | 19   |
| 3    | Neymar           | Paris Saint-Germain    | 19   |
| 5    | Mariano Díaz     | Lyon                   | 18   |
| 5    | Nabil Fekir      | Lyon                   | 18   |
| 5    | Radamel Falcao   | Monaco                 | 18   |
| 5    | Mario Balotelli  | Nice                   | 18   |
| 9    | Karl Toko Ekambi | Angers                 | 17   |
| 10   | Alassane Pléa    | Nice                   | 16   |
| 11   | Rony Lopes       | Monaco                 | 15   |
| 11   | Nolan Roux       | Metz                   | 15   |

| Pos. | Jogador         | Equipe                 | Assists. |
| ---- | --------------- | ---------------------- | -------- |
| 1    | Neymar          | Paris Saint-Germain    | 13       |
| 2    | Florian Thauvin | Olympique de Marseille | 10       |
| 3    | Dimitri Payet   | Olympique de Marseille | 9        |
| 4    | Mathieu Dossevi | Metz                   | 8        |
| 5    | Jonathan Bamba  | Saint-Étienne          | 7        |
| 5    | Kylian Mbappé   | Paris Saint-Germain    | 7        |
| 5    | Memphis Depay   | Lyon                   | 7        |

### Hat-tricks
| Jogador         | Para                   | Contra   | Resultado | Data                   | Ref.   |
| --------------- | ---------------------- | -------- | --------- | ---------------------- | ------ |
| Radamel Falcao  | Monaco                 | Dijon    | 4–1       | 13 de agosto de 2017   | [ 6 ]  |
| Memphis Depay   | Lyon                   | Troyes   | 5–0       | 22 de outubro de 2017  | [ 7 ]  |
| Neymar4         | Paris Saint-Germain    | Dijon    | 8–0       | 17 de janeiro de 2018  | [ 8 ]  |
| Florian Thauvin | Olympique de Marseille | Metz     | 6–3       | 2 de fevereiro de 2018 | [ 9 ]  |
| Alassane Pléa4  | Nice                   | Guingamp | 5–2       | 11 de março de 2018    | [ 10 ] |
| Memphis Depay   | Lyon                   | Nice     | 3–2       | 19 de maio de 2018     | [ 11 ] |

4 Jogador marcou quatro gols.

## Prêmios
|                      | Jogador        | Equipe                  |
| -------------------- | -------------- | ----------------------- |
| Melhor jogador       | Neymar         | Paris Saint-Germain     |
| Melhor goleiro       | Steve Mandanda | Olympique de Marseille  |
| Melhor jogador jovem | Kylian Mbappé  | Paris Saint-Germain     |
| Melhor treinador     | Unai Emery     | Paris Saint-Germain     |
| Melhor gol           | Malcom         | Bordeaux contra o Dijon |
| Melhor árbitro       |                |                         |

### Jogador do mês UNFP
| Mês       | Jogador         | Equipe                 | Ref.   |
| --------- | --------------- | ---------------------- | ------ |
| Agosto    | Radamel Falcao  | Monaco                 | [ 12 ] |
| Setembro  | Steve Mandanda  | Olympique de Marseille |        |
| Outubro   | Nabil Fekir     | Lyon                   |        |
| Novembro  | Florian Thauvin | Olympique de Marseille |        |
| Dezembro  | Neymar          | Paris Saint-Germain    |        |
| Janeiro   | Florian Thauvin | Olympique de Marseille |        |
| Fevereiro | Mathieu Debuchy | Saint-Étienne          |        |
| Março     | Kylian Mbappé   | Paris Saint-Germain    |        |
| Abril     | Memphis Depay   | Lyon                   |        |

### Seleção do Campeonato
| Pos. | Jogador        | Clube                  |
| ---- | -------------- | ---------------------- |
| G    | Steve Mandanda | Olympique de Marseille |
| LD   | Daniel Alves   | Paris Saint-Germain    |
| Z    | Marquinhos     | Paris Saint-Germain    |
| Z    | Thiago Silva   | Paris Saint-Germain    |
| LE   | Ferland Mendy  | Lyon                   |
| M    | Marco Verratti | Paris Saint-Germain    |
| M    | Luiz Gustavo   | Olympique de Marseille |
| M    | Nabil Fekir    | Lyon                   |
| A    | Kylian Mbappé  | Paris Saint-Germain    |
| A    | Edinson Cavani | Paris Saint-Germain    |
| A    | Neymar         | Paris Saint-Germain    |

## Maiores públicos
Estes são os dez maiores públicos do Campeonato:
| Nº | Público | Mandante               | Placar | Visitante              | Estádio                 | Data                    | Rodada | Ref.   |
| -- | ------- | ---------------------- | ------ | ---------------------- | ----------------------- | ----------------------- | ------ | ------ |
| 1  | 60 410  | Olympique de Marseille | 2–2    | Paris Saint-Germain    | Stade Vélodrome         | 22 de outubro de 2017   | 10ª    | [ 13 ] |
| 2  | 60 009  | Olympique de Marseille | 2–3    | Lyon                   | Stade Vélodrome         | 18 de março de 2018     | 30ª    | [ 14 ] |
| 3  | 58 069  | Lyon                   | 1–1    | Saint-Étienne          | Parc Olympique Lyonnais | 25 de fevereiro de 2018 | 27ª    | [ 15 ] |
| 4  | 57 582  | Lyon                   | 2–1    | Paris Saint-Germain    | Parc Olympique Lyonnais | 25 de fevereiro de 2018 | 22ª    | [ 16 ] |
| 5  | 57 206  | Lyon                   | 2–0    | Olympique de Marseille | Parc Olympique Lyonnais | 17 de dezembro de 2017  | 18ª    | [ 17 ] |
| 6  | 51 966  | Olympique de Marseille | 1–1    | Angers                 | Stade Vélodrome         | 20 de agosto de 2017    | 3ª     | [ 18 ] |
| 7  | 48 922  | Olympique de Marseille | 3–0    | Dijon                  | Stade Vélodrome         | 6 de agosto de 2017     | 1ª     | [ 19 ] |
| 8  | 47 221  | Paris Saint-Germain    | 6–2    | Toulouse               | Parc des Princes        | 20 de agosto de 2017    | 3ª     | [ 20 ] |
| 9  | 47 191  | Paris Saint-Germain    | 2–0    | Lyon                   | Parc des Princes        | 17 de setembro de 2017  | 6ª     | [ 21 ] |
| 10 | 46 957  | Paris Saint-Germain    | 3–0    | Saint-Étienne          | Parc des Princes        | 25 de agosto de 2017    | 4ª     | [ 22 ] |

## Menores públicos
Estes são os dez menores públicos do Campeonato:
| Nº | Público | Mandante | Placar | Visitante  | Estádio             | Data                   | Rodada | Ref.   |
| -- | ------- | -------- | ------ | ---------- | ------------------- | ---------------------- | ------ | ------ |
| 1  | 8 310   | Monaco   | 3–0    | Strasbourg | Stade Louis II      | 16 de setembro de 2017 | 6ª     | [ 23 ] |
| 2  | 9 163   | Angers   | 0–1    | Metz       | Stade Raymond Kopa  | 17 de setembro de 2017 | 6ª     | [ 24 ] |
| 3  | 9 240   | Amiens   | 0–2    | Angers     | Stade de la Licorne | 12 de agosto de 2017   | 2ª     | [ 25 ] |
| 4  | 9 397   | Amiens   | 3–0    | Nice       | Stade de la Licorne | 26 de agosto de 2017   | 4ª     | [ 26 ] |
| 5  | 9 968   | Troyes   | 1–1    | Rennes     | Stade de l'Aube     | 5 de agosto de 2017    | 1ª     | [ 27 ] |
| 6  | 10 060  | Troyes   | 0–0    | Toulouse   | Stade de l'Aube     | 9 de setembro de 2017  | 5ª     | [ 28 ] |
| 7  | 10 279  | Angers   | 1–1    | Lille      | Stade Raymond Kopa  | 27 de agosto de 2017   | 4ª     | [ 29 ] |
| 8  |         |          | –      |            |                     |                        |        |        |
| 9  |         |          | –      |            |                     |                        |        |        |
| 10 |         |          | –      |            |                     |                        |        |        |

## Médias de público
Estas são as médias de público dos clubes no Campeonato. Considera-se apenas os jogos da equipe como mandante:
| Pos. | Time                   | Média  | Total   | Mandos | Maior  | Menor  |
| ---- | ---------------------- | ------ | ------- | ------ | ------ | ------ |
| 1    | Paris Saint-Germain    | 46 929 | 891 657 | 19     | 47 759 | 40 920 |
| 2    | Olympique de Marseille | 46 040 | 874 755 | 19     | 60 410 | 32 745 |
| 3    | Lyon                   | 46 005 | 874 089 | 19     | 58 069 | 31 679 |
| 4    | Lille                  | 33 200 | 597 608 | 18     | 49 082 | 26 450 |
| 5    | Saint-Étienne          | 28 142 | 534 689 | 19     | 38 993 | 21 282 |
| 6    | Bordeaux               | 26 048 | 494 907 | 19     | 41 290 | 14 368 |
| 7    | Nantes                 | 24 559 | 466 626 | 19     | 34 486 | 17 776 |
| 8    | Strasbourg             | 24 004 | 432 075 | 18     | 26 015 | 21 067 |
| 9    | Nice                   | 22 894 | 412 083 | 18     | 33 478 | 16 383 |
| 10   | Rennes                 | 22 833 | 410 985 | 18     | 29 194 | 16 888 |
| 11   | Caen                   | 17 031 | 306 564 | 18     | 20 249 | 15 144 |
| 12   | Toulouse               | 16 488 | 296 790 | 18     | 31 909 | 10 336 |
| 13   | Metz                   | 14 975 | 269 545 | 18     | 24 985 | 11 239 |
| 14   | Guingamp               | 14 286 | 257 153 | 18     | 18 378 | 11 901 |
| 15   | Montpellier            | 13 532 | 243 570 | 18     | 20 975 | 9 549  |
| 16   | Troyes                 | 12 064 | 217 144 | 18     | 20 006 | 8 906  |
| 17   | Dijon                  | 12 114 | 218 054 | 18     | 15 160 | 10 091 |
| 18   | Angers                 | 10 813 | 194 636 | 18     | 15 794 | 8 017  |
| 19   | Amiens                 | 9 570  | 172 259 | 18     | 11 698 | 8 233  |
| 20   | Monaco                 | 9 160  | 164 876 | 18     | 16 588 | 6 333  |

## Mudança de técnicos
| Clube         | Antecessor            | Motivo          | Data                   | Pos           | Sucessor            | Ref.   |
| ------------- | --------------------- | --------------- | ---------------------- | ------------- | ------------------- | ------ |
| Lille         | Franck Passi          | Fim de contrato | 30 de junho de 2017    | Pré-temporada | Marcelo Bielsa      | [ 31 ] |
| Montpellier   | Jean-Louis Gasset     | Fim de contrato | 30 de junho de 2017    | Pré-temporada | Michel Der Zakarian | [ 32 ] |
| Saint-Étienne | Christophe Galtier    | Resignado       | 30 de junho de 2017    | Pré-temporada | Óscar García        | [ 33 ] |
| Nantes        | Sérgio Conceição      | Resignado       | 6 de junho de 2017     | Pré-temporada | Claudio Ranieri     | [ 34 ] |
| Metz          | Philippe Hinschberger | Despedido       | 22 de outubro de 2017  | 20ª           | Frédéric Hantz      |        |
| Rennes        | Christian Gourcuff    | Despedido       | 8 de novembro de 2017  | 10ª           | Sabri Lamouchi      |        |
| Saint-Étienne | Óscar García          | Resignado       | 15 de novembro de 2017 | 6ª            | Julien Sablé        |        |
| Lille         | Marcelo Bielsa        | Despedido       | 15 de dezembro de 2017 | 18ª           | Christophe Galtier  |        |
| Saint-Étienne | Julien Sablé          | Despedido       | 20 de dezembro de 2017 | 16ª           | Jean-Louis Gasset   |        |
| Bordeaux      | Jocelyn Gourvennec    | Despedido       | 18 de janeiro de 2018  | 13º           | Gustavo Poyet       |        |
| Toulouse      | Pascal Dupraz         | Despedido       | 22 de janeiro de 2018  | 19º           | Mickaël Debève      |        |

## Premiação
| Ligue 1 de 2017–18              |
| ------------------------------- |
| PARIS SAINT-GERMAIN (7° titulo) |